# سان فلیچه ا کانچلو
سان فلیچه ا کانچلو (به ایتالیایی: San Felice a Cancello) یک کومونه در ایتالیا است که در استان کسرتا واقع شده‌است. سان فلیچه ا کانچلو ۲۶٫۷۸ کیلومتر مربع مساحت و ۱۷٬۴۸۳ نفر جمعیت دارد و ۸۹ متر بالاتر از سطح دریا واقع شده‌است.